# Molophilus oligacanthus
Molophilus oligacanthus là một loài ruồi trong họ Limoniidae. Chúng phân bố ở miền Tân bắc.